# Horacio Butler
Horacio Alberto Butler (Buenos Aires, 28 de agosto de 1897 - Ib., 17 de marzo de 1983) fue un artista plástico y escritor argentino.

## Biografía
En 1922 viajó a Europa y se radicó en París, donde tomó clases en los talleres de André Lhote y Othon Friesz entre 1923 y 1928. 
En 1928 regresó a Buenos Aires donde expuso en el Primer Salón de Pintura Moderna de la Asociación Amigos del Arte, junto a Antonio Berni, Aquiles Badi, Héctor Basaldúa y Lino Spilimbergo.
A partir de 1929 comenzó a participar en los salones de Otoño y de las Tullerías de París. Participó en varias exposiciones y retornó a Buenos Aires en 1933.
Ilustró el libro Mansiones Verdes de Hudson, edición con motivo del centenario del escritor en 1940. 
Diseñó la escenografía del Ballet "Estancia", de Alberto Ginastera, estrenado en el American Ballet de Nueva York en 1941.
En 1943 realizó el diseño de la escenografía y el vestuario para la ópera La zapatera prodigiosa de Juan José Castro y comenzó su labor como profesor en la Academia Nacional de Bellas Artes.
En 1952 fue escenógrafo de Proserpina y el extranjero de Juan José Castro, en el Teatro de La Scala de Milán. 
En 1965 ganó el concurso para realizar el tapiz de la Basílica de San Francisco. 
Fue Miembro de la Academia Nacional de Bellas Artes y obtuvo el Gran Premio del Fondo Nacional de las Artes en 1973 y el Premio de la Fundación Alejandro Shaw en 1981.
Fue galardonado con Premio Konex de Brillante 1982 a las Artes Visuales. Fue nombrado miembro de número de la Academia Nacional de Bellas Artes.

## Obra
Su pintura está dominada por las grandes influencias recibidas en París por André Lothe y Othon Friesz. La búsqueda del equilibrio y la claridad formal de Lothe combinada con la tendencia romántica de Friesz, resultan en el reflejo de las experiencias emocionales de Butler en sus paisajes. El paisaje es el género más recurrente y reconocible en su obra, si bien también realizó naturalezas muertas, retratos, pintura histórica y temas religiosos. Su carácter inquieto lo llevó a realizar también ilustraciones, escenografías, decoración de interiores y diseños textiles.

### Obras literarias
- La pintura y mi tiempo, memoria autobiográfica (Sudamericana, 1966)
- Las personas y los años, relatos autobiográficos (Emecé, 1973)
- Francisco, novela (Emecé, 1978)